# Vulkansko steklo
Vulkanska stekla so popolnoma amorfne predornine, ki so nastale na Zemljinem površju z izredno hitrim ohlajanjem lave. Med ohlajanjem je močna kohezija med atomi preprečila rast kristalov.
Ločimo tri tipe vulkanskih stekel:
- Plovec je kamnina, ki je nastala iz bolj viskoznih lav riolitske sestave. Izhajanje plinov iz takšnih lav je močno oteženo, zato se lava speni. Plovci imajo veliko poroznost in zelo majhno gostoto.
- Obsidijan je gosta steklasta kamnina s školjkastim lomov. Nastaja iz lave, ki vsebuje manj kot 1 % vode.
- Perlit je steklasta kamnina, ki je sestavljena iz skupkov majhnih koncentričnih agregatov. Perlitska lava vsebuje do 10 % vode. Za perlit je značilna perlitska struktura, ki nastane zaradi hidratacije oziroma krčenja pri ohlajanju.[1]

Najbolj pogosta vrsta vulkanskega stekla je obsidijan.